# 解飛
解飛（?—?），中國五胡十六國時期的機械工程學家，被認為與魏猛變一起在後趙時製造出全世界最早的車磨。

## 生平
其記載見於晉代陸翽所撰《鄴中記》：「石虎有指南車及司里車，又有舂車木人，及作鄴行碓於車上。車動，則木人踏碓舂，行十里，成米一斛。又有磨車，置石磨於車上，行十里，輒磨麥一斛。凡此車，皆以朱彩為飾。惟用將軍一人。車行，則眾巧並發，車止則止。中御史解飛、尚方人魏猛變所造。」
按此記載，該機械應是以獸力拉車，再以車子運動的能量作為磨麥之用。